# Human Nature
Human Nature je R&B pesma američkog pevača Majkla Džeksona. Napisali su je Stivi Porkaro i Džon Betis, a producirao je Kvinsi Džons za pevačev šesti studijski album Thriller.
Izdata je kao peti singl sa albuma i ujedno peti je bila top 5 hit. Bila je komercijalni uspeh, iako nije izdata na nekim jakim tržištima kao što je UK. 